# Reciprocal Recording
Reciprocal Recording est le nom d'un studio d'enregistrement installé dans un pavillon suburbain de Seattle, qui a ouvert en 1984 et fermé en 1991. Il est surtout connu pour avoir été l'endroit où la vague grunge est née à la fin des années 1980, puisque le producteur Jack Endino en était le résident principal. Le premier album studio de Nirvana, Bleach, y a été majoritairement enregistré.

## Histoire
Chris Hanzsek et Tina Casale ouvrent le Reciprocal Recording en 1984 dans des bureaux près de la gare de triage d'Interbay, quartier  de Seattle. En 1985, ils déménagent dans un sous-sol du quartier de Madrona, avant de lancer le label C/Z Records l'année d'après alors qu'ils sont producteurs aux studios Ironwood Recording. En avril 1986, ils publient la compilation Deep Six, première parution pour le nouveau label et fondatrice du grunge. En juin, Chris Hanzsek s'associe à Jack Endino pour ouvrir le Reciprocal Recording au 4230 Leary Way N.W. dans le quartier de Ballard, à Seattle. Le bâtiment est à l'emplacement des studios Triangle, qui était anciennement une épicerie appelée Triangle Foods.
Chris Hanzsek est le propriétaire du studio, tandis que Jack Endino et Rich Hinklin sont ses associés en tant que producteurs officiels des lieux. Le bâtiment devient alors un point de rencontre pour les groupes américains de rock indépendant. Les labels indépendants C/Z Records, Sub Pop, Amphetamine Reptile Records et Twin/Tone Records notamment n'y sont pas innocents. Le studio se spécialise par la suite dans le grunge en accueillant des groupes tels que Soundgarden, Mudhoney, Tad, Green River ou Nirvana. Ce dernier enregistre d'ailleurs sa première démo le 23 janvier 1988 avec Jack Endino, puis y retourne quelques mois plus tard pour Bleach, son premier album studio et le plus gros succès de Sub Pop,.
Depuis la fermeture du studio en 1991, d'autres s'y sont installés. Rich Hinklin a par exemple pris la suite jusqu'à l'été 1993 en le renommant Word of Mouth. John Goodmanson et Stu Hallerman en ont ensuite été les propriétaires sous l'appellation John and Stu's Recording. Plus récemment, il a appartenu à Chris Walla, du groupe Death Cab for Cutie, sous le nom Hall of Justice.

## Albums enregistrés au Reciprocal Recording
- Dry as a Bone - Green River
- Screaming Life - Soundgarden
- God's Balls - Tad
- Superfuzz Bigmuff - Mudhoney
- Bleach - Nirvana
- Mudhoney - Mudhoney
- Spanking Machine - Babes in Toyland
- Another Damned Seattle Compilation
- Helplessness Blues - Fleet Foxes

### Ouvrage
- Florent Mazzoleni, Nirvana et le Grunge : 15 Ans de Rock Underground américain, Paris, Presses de la Cité, coll. « Gilles Verlant présente », 6 février 2006, 159 p. (ISBN 2-258-06963-7)

1. ↑  Mazzoleni 2006, p. 70
2. 1 2  Mazzoleni 2006, p. 75
3. ↑  Mazzoleni 2006, p. 87

### Autres sources
1. ↑  (en) « Sub Pop Records 1988 - 2008 », sur subpop.com (consulté le 11 mars 2013)